# Klasea lycopifolia
Klasea lycopifolia (серпій різнолистий як Serratula lycopifolia) — вид рослин з родини айстрових (Asteraceae), поширений у Європі від Франції до Уралу.

## Опис
Багаторічна рослина 20–90 см. Прикореневі й нижні стеблові листки цільні; середні — ліроподібні або перисто-надрізані; верхні — лінійні або довгасті, зменшені, цільно-екстремальні або пилчасті; всі — шорсткі, знизу іноді кучеряво-волосисті. Кошик 1, 22–30 мм завдовжки. Обгортка яйцеподібно-куляста, жовтувато-зелена, гола; її зовнішні листочки з дуже коротким вістрям, на верхівці пурпурові; внутрішні — з біло-перетинчастою вершиною. Квітки пурпурові.

## Поширення
Поширений у Європі від Франції до Уралу.
В Україні вид зростає на узліссях лісів, галявинах, суходільних луках, степових схилах, серед чагарників — у Лісостепу і пн. ч. Степу, нерідко.

## Охорона
Вид занесений до Директиви Європейського Союзу 92/43/ЄС «Про збереження природних оселищ та видів природної фауни і флори» (Додаток II. Види рослин і тварин, що становлять особливий інтерес для Європейського Союзу, збереження яких потребує створення територій особливої охорони).